# Raffinerie Heide
Die Raffinerie Heide GmbH ist ein deutsches Erdölraffinerie-Unternehmen mit Standorten in Hemmingstedt (nahe der namensgebenden Stadt Heide im Kreis Dithmarschen) und Brunsbüttel. Die beiden Standorte sind durch neun jeweils 32 Kilometer lange Pipelines verbunden. Seit 2010 wird die Raffinerie Heide vom US-Investor A. Gary Klesch gehalten. Die Raffinerie ist auf Mitteldestillat und Petrochemie ausgerichtet und stellt als Hauptprodukte Dieselkraftstoff, Heizöl, Flugturbinentreibstoff und chemische Produkte her. Die Produktion mit einer Gesamtkapazität von ca. 4,5 Mio. Tonnen pro Jahr wird hauptsächlich im nördlichen Teil Deutschlands vertrieben. 

## Standorte

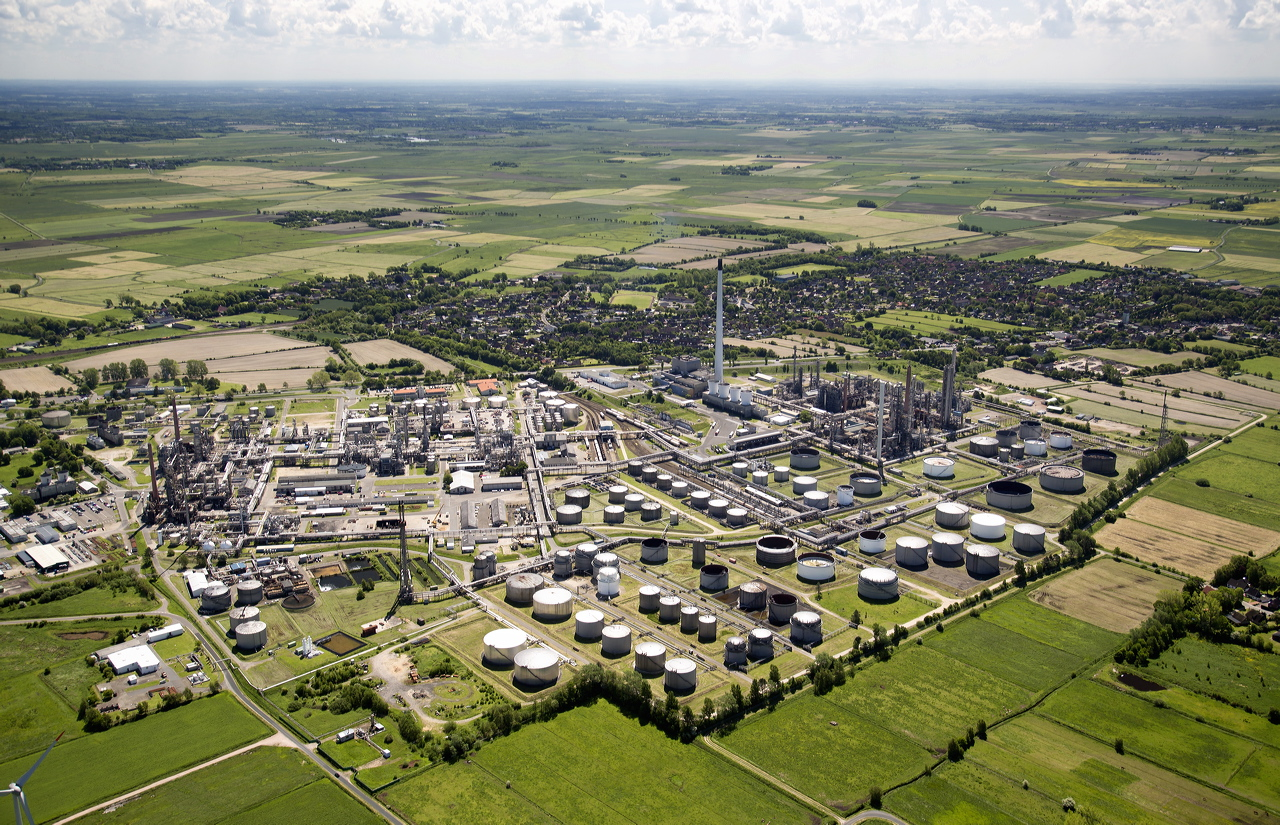
Raffinerie Heide, Standort Hemmingstedt

### Hemmingstedt

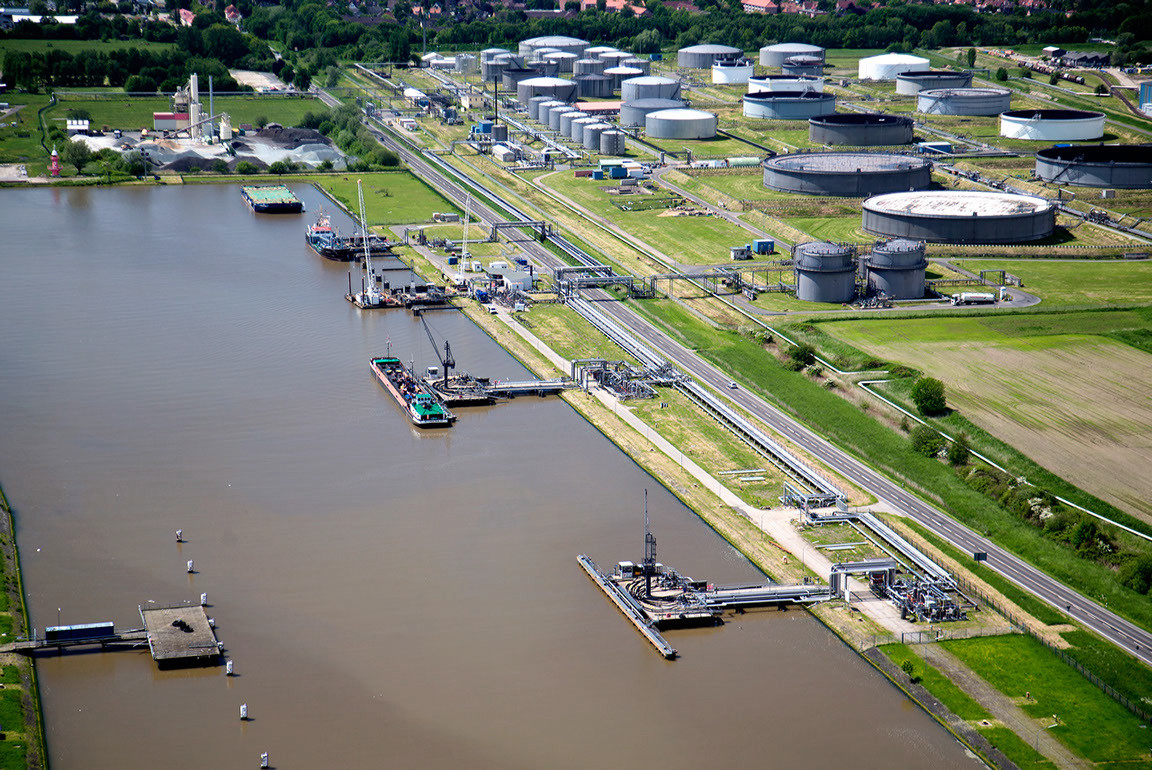
Raffinerie Heide, Standort Brunsbüttel

Mit einer Rohölkapazität von 4,5 Mio. Tonnen pro Jahr ist die Raffinerie Heide eine Raffinerie mit einer vergleichsweise niedrigen Verarbeitungsmenge. Jedoch ist ihre Komplexität mit einem Nelson-Index von 9,7 bewertet, was zeigt, dass sie eine der komplexesten Raffinerien Deutschlands ist. Rund 15 % des verarbeiteten Rohöls stammen aus dem größten geförderten Ölvorkommen Deutschlands, Mittelplate und Dieksand. Neben der Produktion befinden sich am Standort Hemmingstedt ein eigenes Kraftwerk, eine Werkfeuerwehr und ein Tanklager mit einer Lagerkapazität von 460.000 Tonnen.
Mit einer Grundstücksfläche von ca. 134 ha macht das Raffineriegelände in Hemmingstedt mehr als die Hälfte der Gesamtfläche der Raffinerie aus (hinzu kommen noch ca. 53 ha Tanklager in Brunsbüttel und ca. 16 ha Grund, auf denen die neun Pipelines liegen, die die beiden Standorte miteinander verbinden). Der höchste Schornstein der Raffinerie in Hemmingstedt ist 175 m hoch und ist damit das höchste Bauwerk Dithmarschens und übertrumpft damit auch den Fernsehturm in Heide mit seinen 158 m.

### Brunsbüttel
Der Standort Brunsbüttel liegt an der Nordwestseite des Nord-Ostsee-Kanals und ist Teil des Chemcoast Parks Brunsbüttel. Mit einer Lagerkapazität von 440.000 Tonnen und einem jährlichen Produktumschlag von 1,9 Millionen Tonnen bildet das Tanklager Brunsbüttel das Hauptlager der Raffinerie Heide. Hier befinden sich nicht nur die Anlagen zum Entladen von Rohöl, hier mündet auch die Ferntransport-Pipeline der Förderplattform Mittelplate. Durch drei 32 Kilometer lange Stränge mit jeweils drei Pipelines wird das Rohöl zur Raffinerie und parallel dazu die Fertigprodukte nach Brunsbüttel befördert.

## Produkte

### Mineralölprodukte
Die jährlich produzierten Durchschnittsmengen setzen sich aus folgenden Mineralölprodukten zusammen:
- 58,6 % Mitteldestillate
- 19,4 % Ottokraftstoffe
- 11,2 % Schweres Heizöl
- 7,0 % Bitumen
- 3,8 % Sonstige

### Chemische Produkte
Zu den Mineralölprodukten kommen noch die Vorprodukte für die chemische Industrie mit folgenden Durchschnittsmengen:
- 63,6 % Aromaten
- 33,6 % Ethen/Propen
- 2,8 % Sonstige

## Vertrieb
Die Raffinerie Heide GmbH beliefert ausschließlich Groß- und Zwischenhändler mit ihren Produkten.

### Transport und Lieferwege
Der Transport der Produkte dieser Raffinerie erfolgt:
- 53 % per Schiff
- 37 % per Tankwagen
- 7 % per Eisenbahn
- 3 % per Pipeline

## Geschichte
Die Geschichte der Raffinerie Heide beginnt mit Peter Reimers, der 1856 ölige Sande auf seinem Grundstück entdeckte. Kurz darauf führte Ludwig Meyn mit Handgerät die erste Erdölbohrung durch. Nachdem die ersten Bohrungen fehlgeschlagen waren, wurden ab 1858 Bitumen, Wagenschmiere und Petroleum aus dem ölhaltigen Sand gewonnen.
Da die Arbeiter bei den Bohrungen immer wieder auf Ölkreide stießen, entschied man sich, diese zu fördern. Ab 1880 baute man die Ölkreide in Hemmingstedt bergmännisch ab. Da man die Suche nach Erdöl jedoch nicht aufgegeben hatte, traf 1935 die Bohrung „Holstein 2“ in 400 Meter Tiefe auf flüssiges Öl. Durch mehrere weitere erfolgreiche Bohrungen schwoll die Förderkapazität bis 1940 auf 231.347 Tonnen/Jahr an. Die gestiegene Nachfrage nach Treibstoffen durch die Marine gab den Anstoß zum Bau der ersten kontinuierlich arbeitenden Rohöl-Destillation in Hemmingstedt. Es wurden zwei Rohöl-Destillationsanlagen mit einer Kapazität von insgesamt 100.000 Tonnen/Jahr gebaut.
Im Zweiten Weltkrieg zerstörten 1944 mehrere Bombardements die Raffinerie. Im Jahr 1947 reparierte man die noch nutzbaren Anlagen. 1949 wurde die Förderung von Ölkreide aufgegeben und der Standort Hemmingstedt zu einer reinen Raffinerie ausgebaut.
1952 nahm die Raffinerie Hemmingstedt die erste katalytische Crack-Anlage Deutschlands in Betrieb. Ein Jahr darauf legte man die erste Pipeline zwischen Hemmingstedt und Brunsbüttel. Mit der Übernahme der Raffinerie von der Texaco 1967 wurden mehrere neue Anlagen errichtet. Darunter auch eine Rohöl- und Vakuumdestillationsanlage.
1988 übernahm die RWE Dea die Raffinerie und modernisierte sie komplett. Außerdem erlaubte ein neu erbauter Hydrocracker eine bisher nicht gekannte Produktausbeute. Kurz darauf wurde die Royal Dutch Shell neuer Alleineigentümer und machte, durch weitere Investitionen, die Raffinerie zu einer der modernsten Europas.
Seit 2010 ist die Raffinerie ein Teil der Klesch Group des US-Finanzinvestors A. Gary Klesch und firmiert unter dem Namen Raffinerie Heide GmbH.

### Beteiligung am Reallabor "WESTKÜSTE 100"
Über das 7. Energieforschungsprogramm des Bundesministeriums für Wirtschaft und Klimaschutz werden 14 sogenannte Reallabore der Energiewende gefördert, darunter das Projekt "WESTKÜSTE 100", bei welchem die Raffinerie Heide Konsortialführer ist. Ursprünglich sollte eine Elektrolysekapazität von 30 MW realisiert und in den bestehenden Raffinerieprozess integriert werden, um neue Wertschöpfungsketten in der Region zu schaffen und die Dekarbonisierung im industriellen Maßstab voranzubringen. Am 16. November 2023 gab die Raffinerie jedoch eine negative Final Investment Decision bekannt. Die Elektrolyse-Anlage zur Erzeugung von grünem Wasserstoff wird somit nicht gebaut.